# Cañaveral de León
Cañaveral de León település Spanyolországban, Huelva tartományban. Cañaveral de León Zufre, Corteconcepción, Hinojales, Fuentes de León és Arroyomolinos de León községekkel határos. Lakosainak száma 381 fő (2024).

## Népesség
A település népessége az utóbbi években az alábbiak szerint változott:
| Lakosok száma | 489  | 434  | 412  | 428  | 441  | 416  | 410  | 403  | 401  | 381  |
|               | 2001 | 2004 | 2006 | 2009 | 2011 | 2014 | 2016 | 2019 | 2021 | 2024 |